# Slaget ved Waynesboro
Slaget ved Waynesboro var et slag i den amerikanske borgerkrig, som blev udkæmpet den 4. december 1864, hen i mod slutningen af Shermans march mod havet. Kavaleri fra Unionen under brigadegeneral Hugh Judson Kilpatrick besejrede konfødereret kavaleri under generalmajor Joseph Wheeler og åbnede dermed vejen for William T. Shermans arméer så de kunne nå deres mål Savannah i Georgia.

## Kampen
Mens Shermans infanteri rykkede sydøst på gennem Georgia red hans kavaleri under Hugh Judson Kilpatrick mod nordøst. Sidst på eftermiddagen den 26. november var dele af Kilpatricks 3. kavaleri division nået til den jernbanebroen, der var bygget af træ, nord for Waynesboro, Georgia, og havde delvis brændt den af inden de blev drevet bort af tropper, som var udsendt fra kavalerikorpset i Army of Tennessee af Joseph Wheeler. Efter at de numerisk underlegne konfødererede havde trullet sig tilbage indtog Kilpatrick Waynesboro den følgende dag og ødelagde et vogntog og en mængde privat ejendom inden han blev drevet ud af byen af Wheeler. Ved daggry den 28. november blev Kilpatricks lejr syd for Waynesboro pludselig angrebet af Wheeler, som drev ham mod sydvest på den anden side af Buckhead Creek i retning af Louisville.
Da han var træt af Wheelers konstante chikane, red Kilpatrick om morgenen den 4. december ud med hele sine division for at angribe Waynesboro og endeligt nedkæmpe Wheelers lille styrke. Tidligt på morgenen rykkede Kirkpatrick, støttet af to infanteri brigader fra Bairds division i 14. Korps, frem fra Thomas' Station 10 km nordpå for at afbrænde broerne over Brier Creek nord og øst for Waynesboro.
Da han konstaterede at Wheelers konfødererede styrke var placeret på tværs af vejen angreb Kilpatrick og drev de konfødererede skyttekæder foran sig. Unionsstyrken stødte derpå på en stærk forsvarsline bestående af barrikader, som de imidlertid løb over ende. Da unionens fremrykning fortsatte stødte de på flere barrikader, som det tog yderligere tid at overvinde. Efter en hård kamp trak Wheelers underlegne styrke sig tilbage ind i Waynesboro hvor der i hast var bygget endnu en række barrikader i byens gader. Her beordrede Wheeler tropper fra Texas og Tennessee til at angribe så han kunne få tid til at trække sig tilbag eover Brier Creek og blokere vejen til Augusta, hvilket på daværende tidspunkt så ud til at være målet for general Shermans armé. Efter voldsomme kampe brød Unionstropperne igennem og Wheelers styrke trak sig hastigt tilbage.
Da han endelig nåede sit mål ved Brier Creek afbrændte Kilpatrick vej- og jernbanebroerne og trak sig tilbage. Infanteribrigaderne marcherede mod Jacksonboro og sluttede sig til resten af Bairds division, som lå i lejr ved Alexander, Georgia. De blev samme aften fulgt af Kilpatricks tropper, som slog lejr ved Old Church på den gamle Quaker Road. Yderligere kampe i de følgende dage gjorde det muligt for Sherman at nærme sig Savannah.

## Eksterne kilder
- Georgia Historisk mindesten: The Cavalry Actions at Waynesboro Arkiveret 12. september 2006 hos  Wayback Machine

33°05′23″N 82°00′57″V / 33.08972°N 82.01583°V